# Le Seure
Le Seure is een gemeente in het Franse departement Charente-Maritime (regio Nouvelle-Aquitaine) en telt 214 inwoners (1999). De plaats maakt deel uit van het arrondissement Saintes.

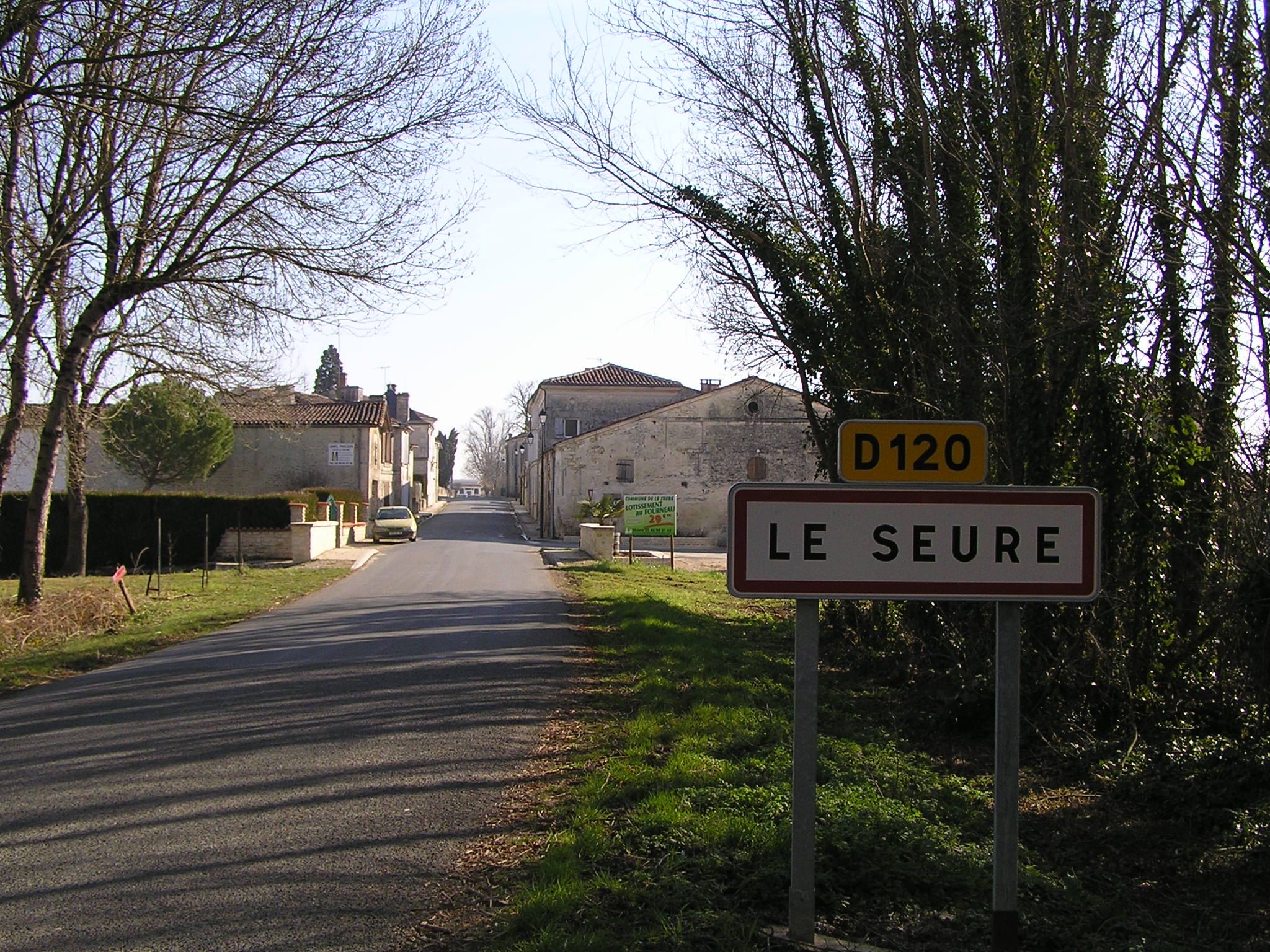
Le Seurre
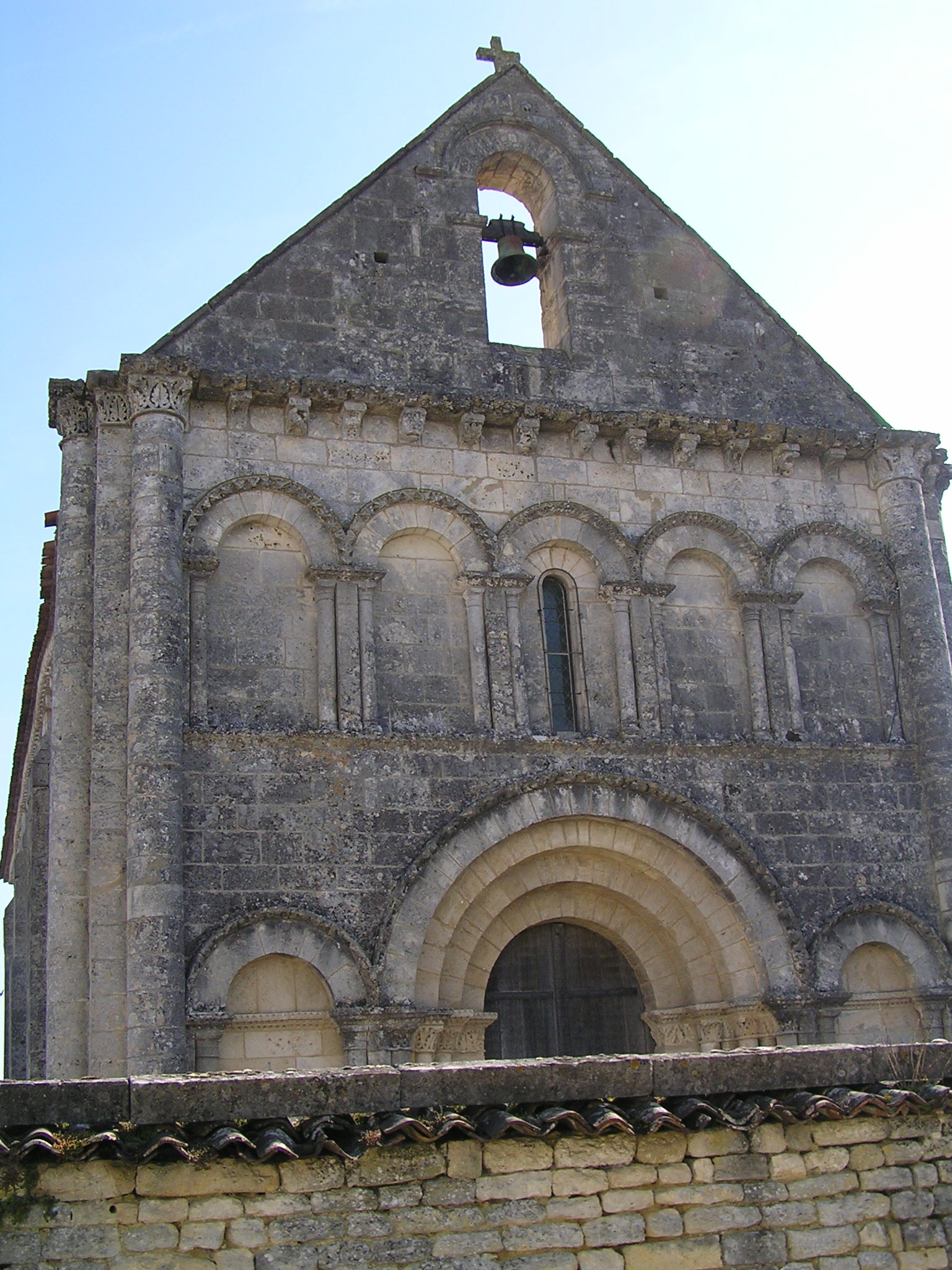
Kerk van Le Seurre

## Geografie
De oppervlakte van Le Seure bedraagt 5,8 km², de bevolkingsdichtheid is 36,9 inwoners per km².
De onderstaande kaart toont de ligging van Le Seure met de belangrijkste infrastructuur en aangrenzende gemeenten.

## Demografie
Onderstaande figuur toont het verloop van het inwonertal (bron: INSEE-tellingen).